# Stephen Reid (artista)
Stephen Reid (Aberdeen, 30 maggio 1873 – Hampstead, 7 dicembre 1948) è stato un pittore e illustratore britannico, noto per le ambientazioni georgiane, e le rappresentazioni storiche e mitologiche.

## Biografia
Nacque ad Aberdeen, studiò presso la Gray's School of Art e, in seguito, alla Royal Scottish Academy. Fu eletto alla Royal Society of British Artists all'età di 33 anni. Lo stile dei suoi primi lavori è accostabile a quello di Edwin Austin Abbey.

## Opere
Un breve elenco di libri a cui contribuì con le sue illustrazioni:
- Eleanor Hull, The Boys’ Cúchullain, 1904;[4]
- Alfred Noyes, Magic Casement: An Anthology of Fairy Poetry, 1908;[5]
- Eric Wood, Famous Voyages of the Great Discoverers, 1910;[6]
- T. W. Rolleston, The High Deeds of Finn, 1910;[7]
- T. W. Rolleston, Myths & Legends of the Celtic Race, 1911.[8]

Collaborò anche su riviste e pubblicazioni editoriali, tra le quali: la Strand Magazine; e la Connoisseur.